# Stephenia atatis
Stephenia atatis is een vlinder uit de familie van de Nymphalidae. De wetenschappelijke naam van deze soort is voor het eerst voorgesteld, als Acraea atatis, door Jacques Pierre in een publicatie uit 2004.
Deze soort komt voor in de Centraal-Afrikaanse Republiek.